# 백마

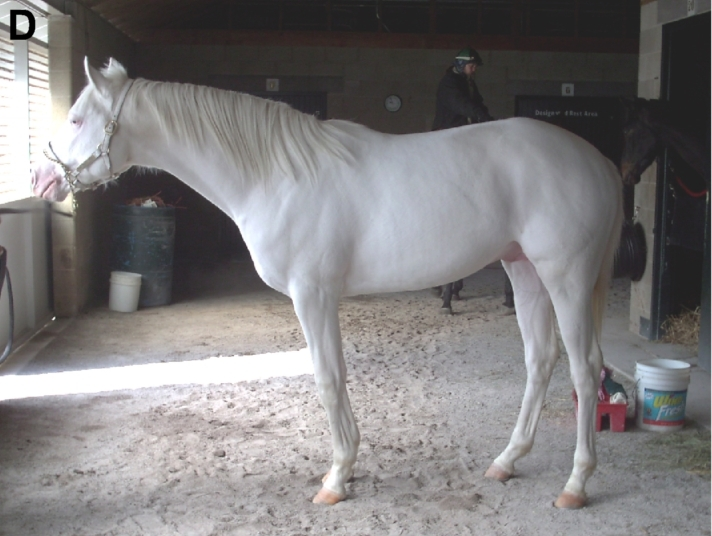
백마

백마(白馬)는 털빛이 하얀 말을 통칭하는 말이다. 대부분의 백마는 회색말이 노화되면서 하얀털이 많아져서 생긴 것으로, 안정감이 좋기 때문에 상위 계층에서 애용하였다. 자연적인 백마는 매우 희귀하다. 숭실대학교, 충남대학교, 전주대학교 등이 백마를 상징으로 하며, “백마 탄 왕자님”이라는 어구도 있을 정도이다.

## 신화
백마는 많은 신화 속에서 중요한 의미를 가지는 동물로 그려진다. 예를 들어, 고대 그리스의 역사가인 헤로도토스는 페르시아 제국의 크세르크세스 1세의 궁전에서 백마를 신성한 동물로 생각하여 여러 마리를 길렀다고 기록했다. 힌두교나 기독교, 이슬람교에서는 백마가 수호성인이나 구세주를 태우는 말로 묘사되었다.
북유럽 신화 등에서도 좋은 소식을 가져오는 동물로도 상징되어, 그 의의가 크다.

## 같이 보기
- 백마비마

## 참고문헌
- John, Smith. 《999 위인전》. Route Press.

1. ↑  John, Smith. 《위인전》. 서울대 출판사.